# ماوژتسه
ماوژتسه (به لاتین: Maurzyce) یک روستا در لهستان است که در گمینا زدونه (استان ووتسکی) واقع شده‌است. ماوژتسه ۲۱۴ نفر جمعیت دارد.